# جوسيف فيليكس مولر
جوسيف فيليكس مولر هو رسام سويسري، ولد في 10 ديسمبر 1955 في Eggersriet ‏ في سويسرا.